# Cavalier seul (Lucky Luke)
 (mars 2023).
Si vous disposez d'ouvrages ou d'articles de référence ou si vous connaissez des sites web de qualité traitant du thème abordé ici, merci de compléter l'article en donnant les références utiles à sa vérifiabilité et en les liant à la section « Notes et références ».
Cavalier seul est la cent dix-huitième histoire de la série Lucky Luke. Daniel Pennac et Tonino Benacquista sont les scénaristes et Achdé est le dessinateur. Elle est publiée pour la première fois du no 3885 au no 3890 du journal Spirou, puis en album en 2012 dans la collection Les Aventures de Lucky Luke d'après Morris, no 5.

## Résumé
Après une attaque déjouée par Lucky Luke, les Dalton sont remis en prison. 
À la suite de cette nouvelle incarcération, William, Jack et Averell se révoltent contre leur chef Joe, le jugeant responsable de leurs échecs. Ils concluent alors un marché : celui qui, le premier, réunira un million de dollars deviendra le nouveau chef de la bande. Sur ce défi, ils s'évadent chacun de leur côté et prennent des chemins différents. 
Joe, fidèle à ses principes, pille des banques, tandis que William achète un casino, que Jack se lance dans la politique et qu'Averell fait fortune en vendant des pizzas. 
Jack, William et Averell sont protégés de la loi grâce à leur nouvelle activité — William bénéficiant de la protection du gouverneur de l'État, Jack s'étant auto-amnistié et Averell étant devenu le plus populaire des pizzaiolos — et deviennent bientôt millionnaires simultanément. 
Pour les arrêter, Lucky Luke devient un hors-la-loi : il dérobe l'argent de Jack, William et Averell et place celui-ci avec le propre argent de Joe, de sorte que ce dernier est accusé par ses trois frères de les avoir volés. Ce qui, inévitablement, déclenche une bagarre. 
Entre-temps, leur mère arrive et leur ordonne d'arrêter de se tirer dessus : elle se montre fâchée que trois de ses fils soient devenus honnêtes. D'un commun accord, les frères laissent Ma désigner le chef de la bande. Celle-ci choisit Joe, considérant qu'il est le plus méchant et le plus doué de tous. Lucky Luke intervient alors, les arrête et les ramène en prison.